# Ursulinenkloster Monschau

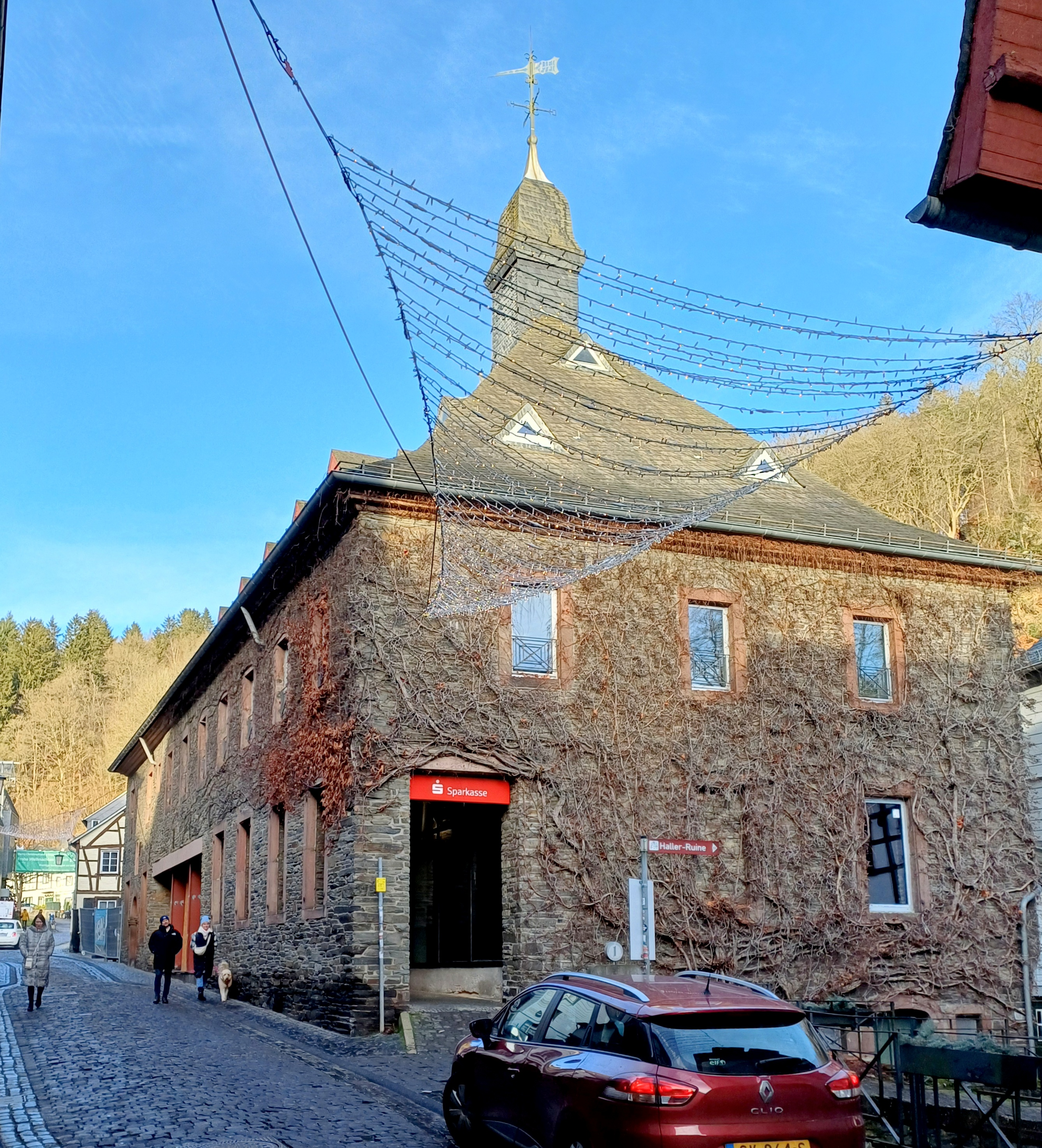
Ursulinenkloster, Südtrakt (2024)

Das Ursulinenkloster  Monschau war eine Niederlassung der Ursulinen in der Stadt Monschau in der Städteregion Aachen mit der heutigen Adresse Laufenstraße 42–46. Das Kloster mit Höherer Töchterschule und Mädchenpensionat wurde zwischen 1715 und 1718 errichtet. Die Niederlassung des Ordens in Monschau bestand zunächst bis 1838, danach erneut von 1857 bis 1877 und zuletzt von 1927 bis 1978. Der mittlerweile komplett entkernte und innen neu gestaltete Haupttrakt des Klosters wurde als Geschäfts- und Wohnhaus umgebaut und ist Sitz des Sparkassenmuseums Monschau.

## Geschichte
Parallel zu den Bemühungen der Monschauer Bürger, Ende des 17. Jahrhunderts die Einrichtung eines Klosters mit angeschlossener Höherer Knabenschule zu bewirken, die in den 1710er-Jahren mit der Gründung des Minoritenklosters Monschau umgesetzt wurde, beantragten zu Anfang des 18. Jahrhunderts geistliche und weltliche Monschauer Würdenträger auch die Ansiedlung von Ursulinen, um eine katholische Erziehung der Mädchen zu gewährleisten. Dieser Antrag wurde am 4. August 1710 vom zuständigen Kölner Kurfürst Joseph Clemens von Bayern genehmigt, woraufhin noch im gleichen Jahr die ersten Ursulinen aus Düren kamen. Sie fanden bis zur Fertigstellung des Klosters ein Übergangsquartier im Haus Rolshausen und nahmen von dort aus zunächst in der städtischen Elementarschule ihren Unterricht auf. Wenige Jahre später erfolgte der Bau der neuen Klosteranlage in der unteren Laufenstraße, die wegen der Enge des Tales über dem dort durchfließenden Laufenbach errichtet wurde.
Im der Stadt zugewandten Südtrakt des langgestreckten Gebäudes wurde die höhere Mädchenschule mit dem angeschlossenen Internat eingerichtet. Der Nordtrakt beherbergte die Klosterkapelle, die zunächst unter das Patrozinium des Heiligsten Herz Jesu gestellt und später dem heiligen Augustinus von Hippo geweiht wurde.
Weil das Kloster einen Bildungsauftrag hatte, blieb es während der Zeit der französischen Besatzung von einer Säkularisation verschont. Dafür traten in den 1820er-Jahren strukturelle Probleme auf, die zum teilweisen Unterrichtsausfall führten: Zum einen erwiesen sich die Räumlichkeiten der Elementarschule im Ort mittlerweile als zu klein und zum anderen drohte dem Kloster die Schließung, nachdem dort nur noch drei ältere Schwestern tätig waren. Dies führte dazu, dass auf Antrag des Schulinspektors weitere Räume zur Unterbringung der Elementarschule im Kloster eingerichtet wurden, an der nun auch weltliche Lehrerinnen aus dem Ort unterrichten durften. Zugleich erfolgte seitens des Erzbischofs von Köln Ferdinand August von Spiegel die Einsetzung einer neuen Oberin mit der erst 28-jährigen Kölnerin Barbara Schäfer, genannt Schwester Thérese, und weiterer Schwestern zwecks erneuter Koordinierung des gesamten Schulbetriebs. Schließlich konnte am 14. April 1828 die feierliche Eröffnung der neu errichteten Katholischen Elementar-Mädchen-Schule im Ursulinen-Kloster gefeiert werden und am 1. Oktober 1828 die private weiterführende „Unterrichts- und Bildungs-Anstalt für junge Töchter“ ihre Arbeit wieder aufnehmen.

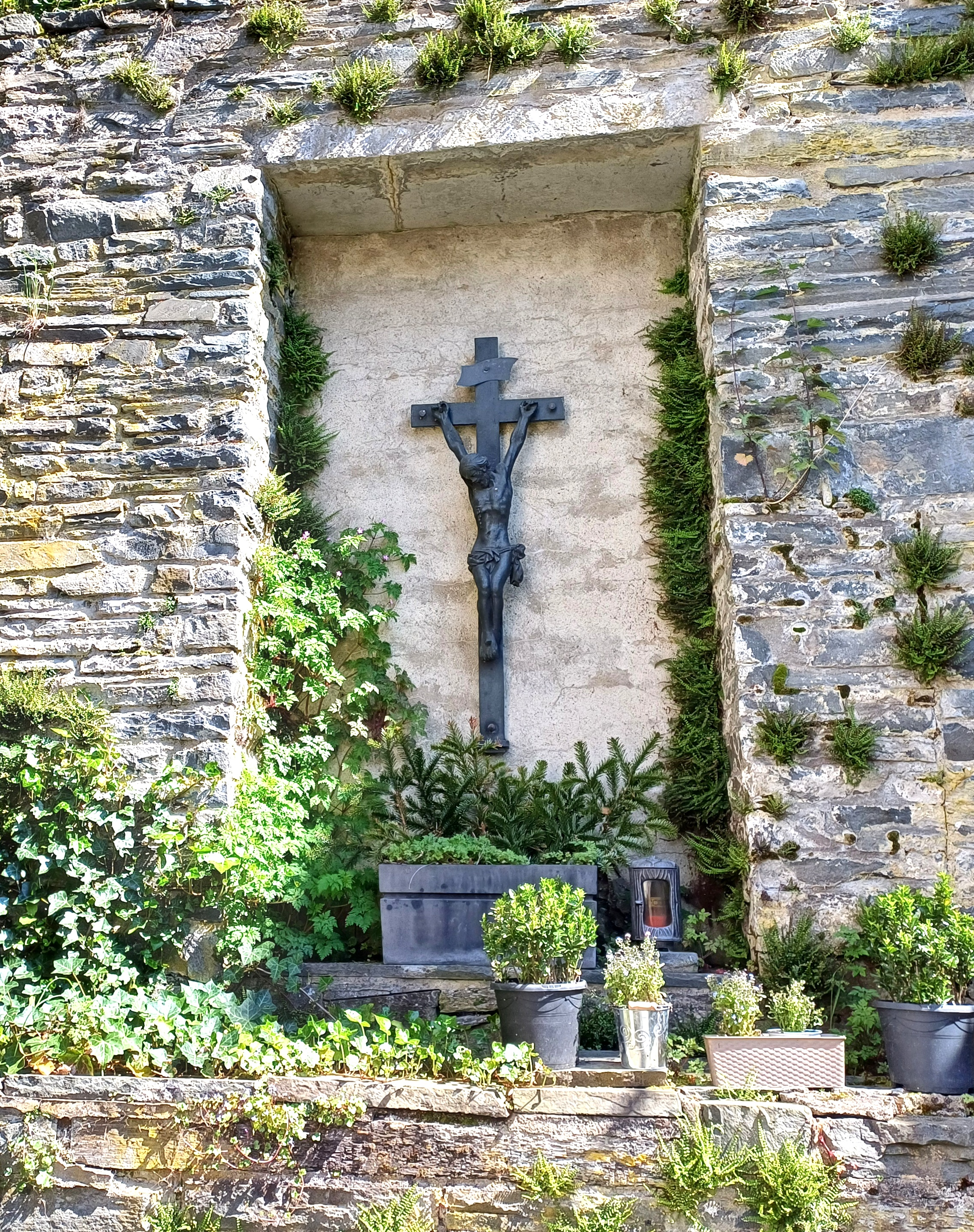
Vormaliges Dachkreuz von Haus Eyll, seit 2007 Eschbachstraße 35

Darüber hinaus erwarben die Ursulinen im Jahr 1833 das benachbarte Wohnhaus von Mathias Joseph Eyll und richteten dort weitere Klassenräume ein. Sie setzten dabei als sichtbares Zeichen zur Klosterzugehörigkeit von Haus Eyll auf dessen Dachfirst ein stattliches gusseisernes Kreuz. Doch bereits 1838 verließen die Ursulinen Monschau und zogen nach Ahrweiler, wo sie das Kloster Kalvarienberg mit angeschlossener Elementar- und höherer Töchterschule mit Mädchenpensionat einrichteten. Die Monschauer Elementarschule wurde daraufhin einstweilen provisorisch weitergeführt, wogegen der Betrieb der höheren Schule eingestellt werden musste und auch das erworbene Wohnhaus wieder verkauft wurde.
Der Zustand der Klostervakanz dauerte bis in die 1850er-Jahre, als im Jahr 1854 aufgrund einer Anfrage des Stadtrates, des katholischen Kirchenvorstandes und der Bezirksregierung Aachen an mehreren Klostergemeinschaften zunächst die Congrégation de notre-dame in Essen einem Vertrag zustimmte und mit Wirkung vom 14. Februar 1854 den Schulbetrieb der Elementarschule wieder in den Räumen des Monschauer Klosters gewährleistete. Doch bereits drei Jahre später kündigten mit Wirkung zum 19. April 1857 die Essener Chorfrauen die Vereinbarung. Ohne langjährige Vakanz übernahmen diesmal erneut die Ursulinen aus Ahrweiler die Monschauer Klosteranlage als Filiale des Mutterhauses und boten ab dem 15. August 1857 dort wieder den vollständigen Unterricht inklusive der Sekundarschule an.
Nur 15 Jahre später begannen sich ab 1872 auch in Monschau die Maßnahmen des Kulturkampfes unter Otto von Bismarck auszuwirken, infolgedessen nach jahrelangen Verhandlungen am 1. Oktober 1876 per Klostergesetz die Klostergemeinschaft der Ursulinen im Ort aufgelöst wurde und die letzten Ordensschwestern am 22. Oktober die Stadt verließen. Der Unterricht in der Elementarschule wurde durch weltliche Lehrer in Privathäusern erteilt und für Schülerinnen der weiterführenden Mädchenschule provisorisch in leerstehenden Geschäftsräumen, sofern diese nicht auf Schulen außerhalb der Stadt gewechselt hatten.
Schließlich kehrten die Ursulinen, diesmal Schwestern aus Düren, im Jahr 1927 wieder nach Monschau zurück und eröffneten am 27. April 1927 nun zum dritten Mal in „ihrem“ alten Ursulinenkloster eine höhere Mädchenschule inklusive Pensionat. Bereits zuvor wurden ab 1921 Teile des Klosters für den örtlichen Kindergarten genutzt, der ebenfalls von Ursulinen geleitet wurde. Doch zunehmender Raumbedarf für die größer werdende Bevölkerung Monschaus inklusive benachbarten Gemeinden sowie ein großer Restaurierungs- und Sanierungsstau im alten Kloster bewirkten, dass die Ursulinen noch im Jahr 1927 neue Räume im Ortsteil Burgau erwarben, die am 28. September 1931 durch Bischof Joseph Vogt als Höhere Mädchenschule mit Pensionat eingeweiht wurden.

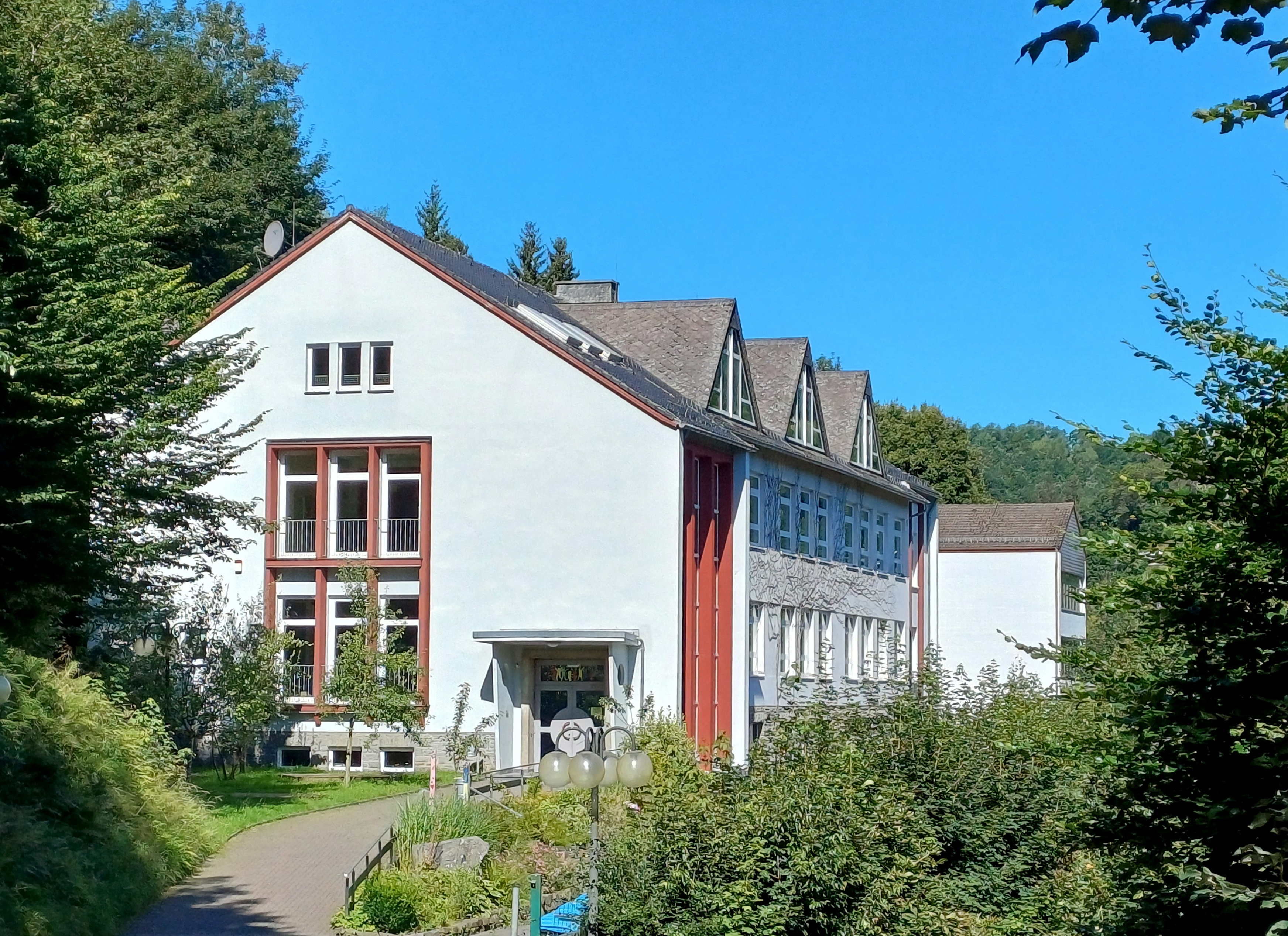
Bischöfliche Mädchenrealschule St. Ursula Monschau

Bereits 1961 zog die Schule in einen benachbarten neu erbauten größeren Schulkomplex und wurde noch bis 1978 von Ursulinen geleitet, wobei das Pensionat bereits 1975 als nicht mehr zeitgemäß geschlossen worden war. Schließlich stimmte Bischof Klaus Hemmerle der Auflösung der Klostereinrichtung zu und die Schule wurde in der Folgezeit vom Bistum Aachen als Bischöfliche Mädchenrealschule St. Ursula unter weltlicher Leitung weitergeführt und wird als auslaufende Realschule am 31. Juli 2028 geschlossen.
Der Kindergarten blieb noch bis 1959 in den Räumen des alten Klosters erhalten und wurde anschließend als inklusive Kindertageseinrichtung von der Städteregion Aachen in das Erdgeschoss des Seniorenheims „Maria Hilf Stift“ verlegt.
Das alte Klostergebäude wurde nach dem Auszug des Kindergartens und vorübergehender Zwischennutzung in Form von Geschäftsräumen in den Jahren 1968/1969 vollständig entkernt und als Zentrale der Kreissparkasse Monschau eingerichtet, die nach der kommunalen Neuordnung im Jahr 1972 als Filiale der Kreissparkasse Aachen (nach Fusionierung 1993 Sparkasse Aachen) weitergeführt wurde. Das ehemalige und von der Klosterleitung übernommene Haus Eyll wurde 1967 im Rahmen des Sparkassenumbaus abgerissen, um ein neues Verwaltungsgebäude zu errichten, das seinerseits 2021 zugunsten eines neuen Parkhauses ebenfalls entfernt wurde. Das vormalige Dachkreuz von Haus Eyll wurde vor der Vernichtung gerettet und in einer Schlosserei deponiert einer Schlosserei, von wo aus es im Jahr 2007 auf Initiative von Pastor Karl-Heinz Stoffels an einer Wandnische der mächtigen Bruchstein-Stützmauer von Haus Eschbachstraße 32 angebracht wurde.
Im historischen Altbau wurde zudem das Sparkassen-Museum Monschau integriert, bei dem in drei kleineren Räumen der Kundenhalle der Sparkasse verschiedene Exponate aus der Geschichte der Monschauer Sparkasse im Speziellen sowie aus der Geschichte der Sparkassen-Finanzgruppe im Allgemeinen präsentiert werden.

## Baucharakteristik

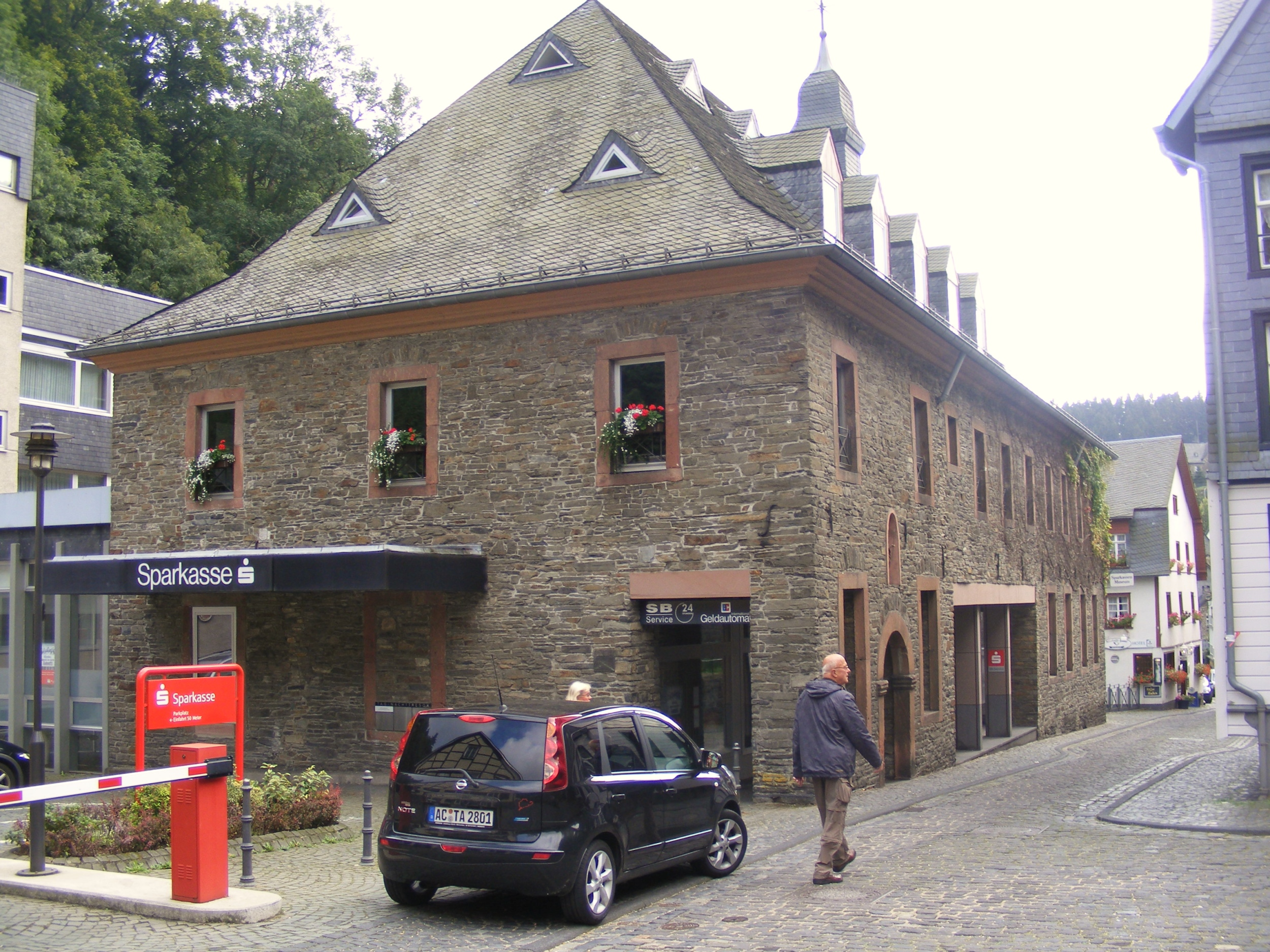
Nordtrakt (2012)

Der unter Denkmalschutz gestellte Teil des vormaligen Ursulinenklosters umfasst lediglich die Wände des aus massivem Bruchstein erbauten zweigeschossigen langrechteckigen Baus in drei zu elf Achsen und zweigeschossigem Walmdach. Er steht auf einer massiven Kellerplatte unter der der Laufenbach in Richtung Rur fließt. Für die Gewände der recht kleinen Rechteckfenster wurde Buntsandstein aus Nideggen und für das Dach Schiefer aus Gey verwandt. Fünf größere Dachgauben zur Straße hin sowie mehrere kleine Spitzgauben sorgen für Tageslicht in den Dachgeschossräumen. Die Wände sind mit eisernen Giebelankern verstärkt, die den Schriftzug „J H – S U“ (Jesus Heiland – Sankt Ursula) zeigen.
Im oberen nördlichen Klostertrakt befand sich die Kapelle, deren rundbogiger Eingang an der Laufenstraße erhalten geblieben ist. Oberhalb des Eingangs ist eine Figurennische in die Wand eingelassen, in der bis 1969 eine Figur des hl. Augustinus aufgestellt war, die später durch eine Statue der heiligen Barbara von Nikomedien ausgetauscht wurde. Die Augustinusfigur (17. Jh.), eine Figur des heiligen Romanus von Rouen (18. Jh.), eine Schwarze Madonna (18. Jh.) und die restaurierte Antonius-Figur erhielt bei der Klosterauflösung die Monschauer Aukirche.
Beim Umbau des Klosters zum Sparkassengebäude wurde der kleine quadratisch gemauerte Glockenturm mit seiner geschweiften Turmhaube, der zuvor über dem Kapellentrakt positioniert war, auf dem südlichen, stadteinwärts gerichteten Teil neu aufgebaut. Der Eingang zum Sparkassengebäude wurde ebenfalls in die Südfassade eingelassen, während der frühere dreigeteilte breite Haupteingang für den Schultrakt rechts neben dem Kapelleneingang mit seinen Sandsteingewänden im Mauerwerk erhalten blieb.
In der ehemaligen Kapelle wurde die heilige Apollonia von Alexandria verehrt, die Schutzpatronin gegen Zahnweh. Beim Abbruch der Kapelle hing an ihr ein Zahn, dessen Berührung Zahnschmerzen lindern sollte.

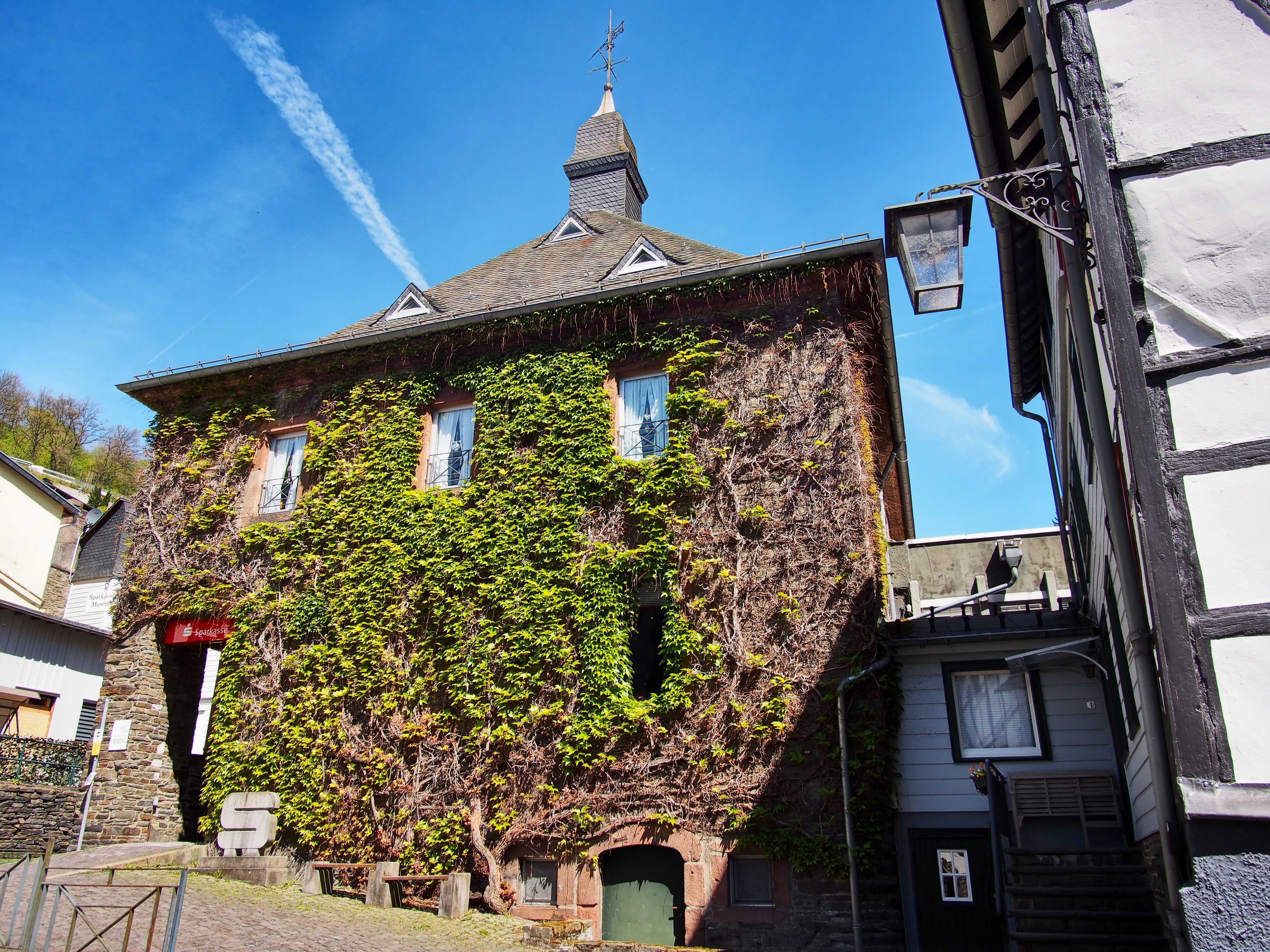
Südfassade
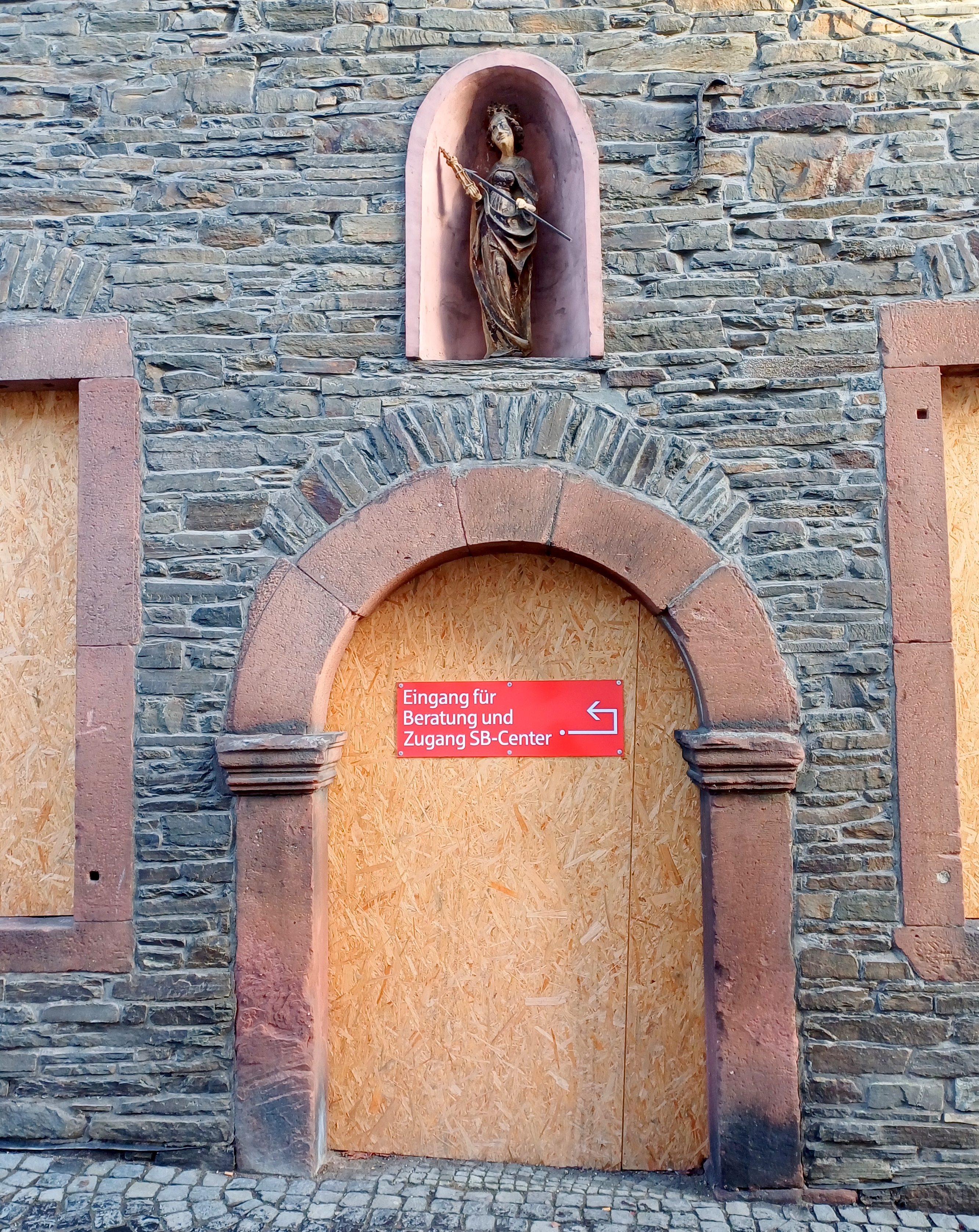
Kapelleneingang mit Figurennische
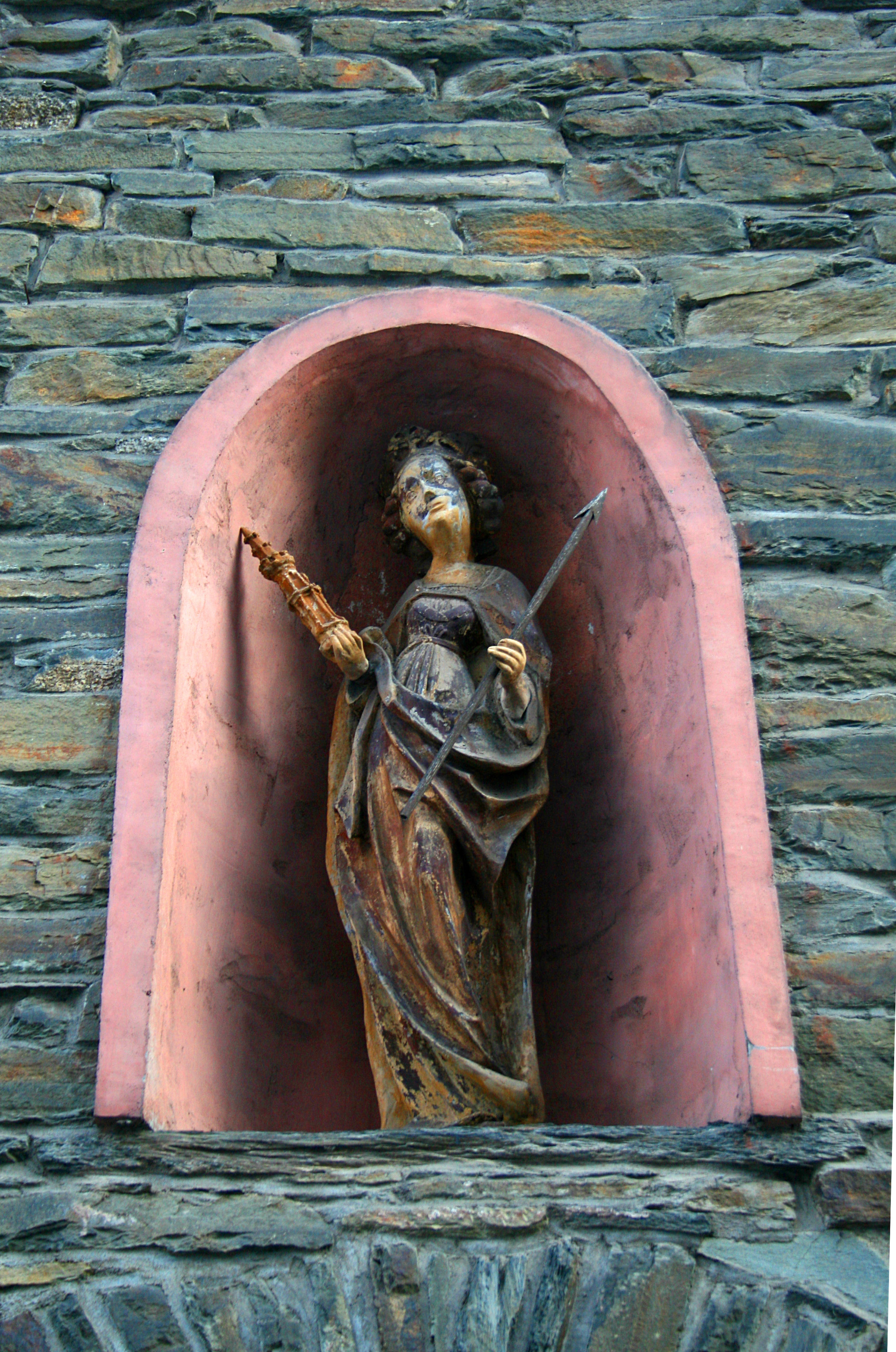
Hl. Barbara
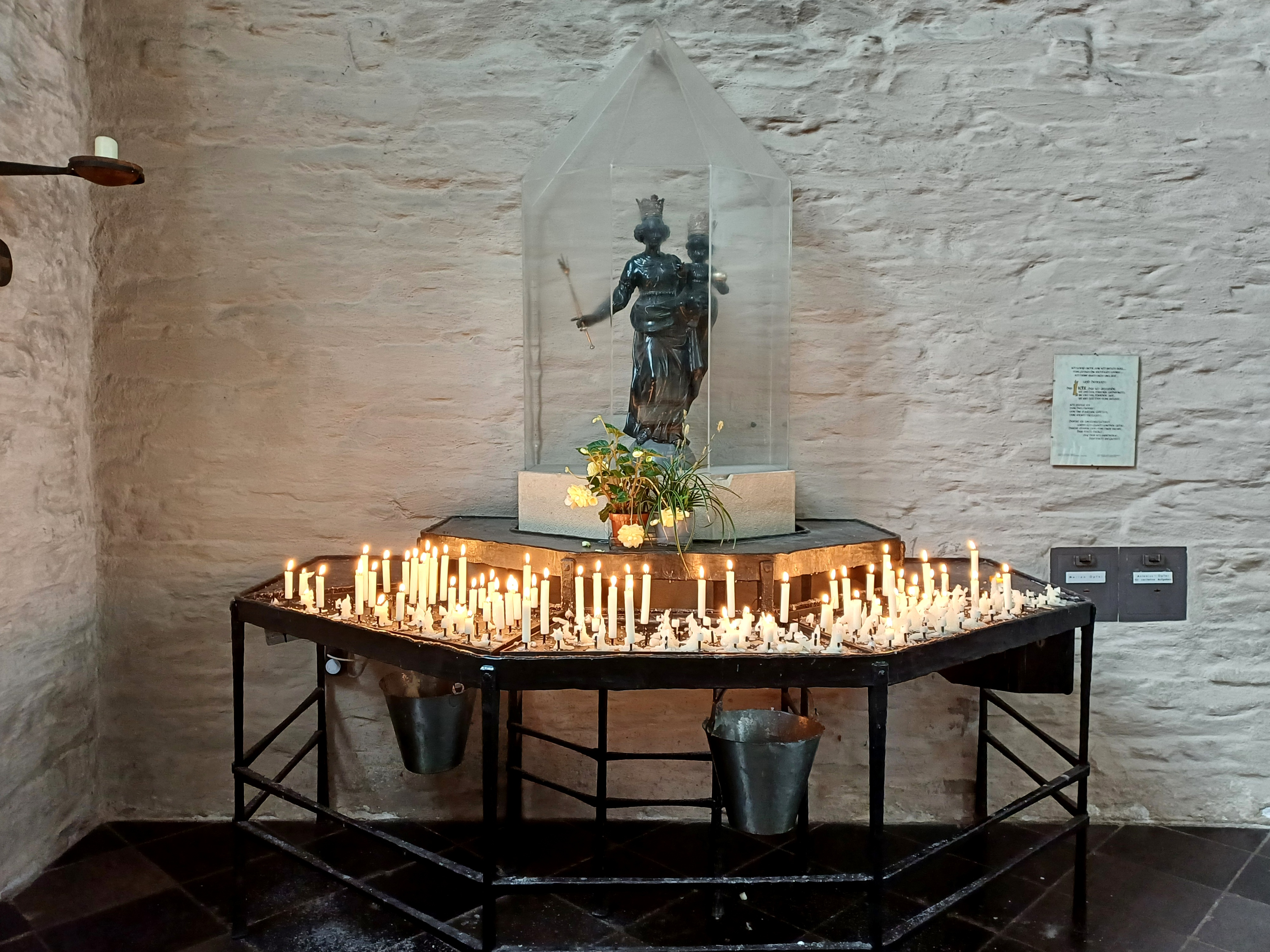
Schwarze Madonna, jetzt Aukirche